# Combate del Arapey Chico
El combate del Arapey Chico se libró el 22 de noviembre de 1811 durante las guerras de la independencia de la Banda Oriental, con motivo de la invasión portuguesa de 1811. 

## Desarrollo
Enfrentado a la rebelión de los patriotas en la Banda Oriental y refugiado en Montevideo, el gobernador español Francisco Javier de Elío solicitó la ayuda militar de la colonia portuguesa de Brasil. El 23 de julio de 1811, un ejército luso-brasileño "pacificador" franqueó la frontera, comandado por Diogo de Sousa, y marchó sobre Montevideo. De camino combaten en Paysandú (1 de septiembre) y en Santa Teresa (4 de septiembre), sorteando a las tropas que intentaban oponerse a su avance.
El 22 de noviembre luchan en las cercanías del río Arapey Chico; en esa ocasión, 150 jinetes comandados por el sargento mayor Manoel dos Santos Pedroso son atacados por los 950 hombres del teniente coronel Pinto Carneiro, oficial originario de Río Grande do Sul, pero al servicio de los orientales. Diezmado por la cantidad e importancia de sus oponentes, Pedroso retrocede.
Entre tanto, el 20 de octubre se firma un armisticio entre Elío y la Junta de Buenos Aires (que apoyaba a los patriotas orientales); en virtud del mismo, las tropas argentinas y portuguesas debían retirarse de la Banda Oriental. En ejecución de este acuerdo, los portugueses vuelven a ganar lentamente la frontera, en combate con los orientales que no aceptan la tregua. Un corolario de esto será una nueva invasión portuguesa en 1816.